# Ringa Linga
RINGA LINGA (hangul:링가 링가) es un sencillo lanzado por el cantante surcoreano Taeyang, integrante del grupo de Big Bang. La canción fue lanzada como sencillo digital el 8 de noviembre del 2013 por la empresa YG Entertainment. Posteriormente fue incluida en Rise, álbum de estudio lanzado en 2014. La canción fue compuesta por G-Dragon, integrante del grupo Big Bang, y por Shockbit. 
Ringa linga alcanzó el puesto número seis en el Gaon Digital Chart y vendió más de 700 000 unidades digitales en Corea del Sur. La canción también se posicionó dentro de las diez mejores en el ranking norteamericano World Digital Songs Sales y en el K-pop Hot 100.

## Composición
La letra de la canción fue escrita por G-Dragon y la música fue compuesta por G-Dragon y Ricky "Shockbit" Luna. Ringa linga es una mezcla de una base de trap con elementos de dubstep, música electrónica y hip hop.
El estribillo de la canción se inspiró en una canción infantil coreana tradicional, la cual se canta en ronda mientras se gira tomados de las manos, que se usó en la canción The grasshopper song de Sunny Hill en 2012.

## Recepción
Ringa linga fue elegida como la quinta mejor canción de K-pop de 2013 por la revista Dazed. Taylor Glasby comentó que en este sencillo Taeyang se deshizo del “disfraz de tipo dulce y un tanto desafortunado de sus temas anteriores” y añadió que la confianza “enceguecedora” de Taeyang hizo de “este descarado monstruo de la pista de baile” algo tan “adictivo como la metanfetamina”.
Billboard también ubicó la canción en el puesto número cinco en su lista de mejores canciones de K-pop del año. La revista describió Ringa linga como un “bailable de aquellos” y añadió que “la voz sexy [de Taeyang] sobre una producción elaborada de melodías sintéticas y ritmos vibrantes” hizo del lanzamiento una de las “canciones más adictivas” del año.
Lanzada con solo un día antes del cierre del conteo semanal, Ringa linga debutó en el puesto 16 del Gaon Digital Chart con     129 876 descargas vendidas. La semana siguiente, el sencillo subió hasta el puesto número 6, el más alto que alcanzó, con la venta adicional de 151 463 descargas. En la lista de streaming, Ringa linga alcanzó el puesto número 8. Durante la semana de lanzamiento del disco Rise en 2014, Ringa linga volvió a entrar al ranking en el puesto número 55. A mediados de 2014, Ringa linga había vendido más de 700 000 descargas digitales. En la lista de fin de año de 2014 del World Digital Song Sales, Ringa linga ocupó el puesto décimo segundo de las canciones internacionales o en lengua extranjera más vendidas en Estados Unidos.

## Promoción
El 7 de noviembre, se lanzó un video musical que muestra la coreografía de la canción con un baile que hace énfasis en el ritmo. El video, que fue dirigido por Jerry Evans, muestra a Taeyang junto a bailarines masculinos bailando en un estudio de práctica, un garaje y un pasillo de manera continua. El video de la coreografía se filmó en una sola toma.
Dos días después, se lanzó el video musical oficial. El video fue protagonizado por Taeyang acompañado por un cuadro de bailarines y por el compañero de grupo G-Dragon. La coreógrafa neozelandesa Parris Goebel realizó la coreografía del baile. El video musical de la canción fue dirigido por Hyun-seung Seo y las locaciones incluyeron un depósito, un lugar frente a un edificio en ruinas, un montacargas y una camioneta. .
La primera presentación televisiva de la canción Ringa linga tuvo lugar durante el programa musical Inkigayo. Taeyang continuó luego promocionando la canción en M Countdown y en otras emisiones de Inkigayo. También se presentó en el Mnet Asian Music Awards 2013.
En diciembre de 2013, se lanzó un remix de la canción denominado Ringa linga (Shockbit remix), que resultó de una colaboración entre YG Entertainment y Samsung Music Project.